# Parafia Matki Bożej Wspomożenia Wiernych w Kluczborku
Parafia Matki Bożej Wspomożenia Wiernych – rzymskokatolicka parafia położona przy ulicy Marii Skłodowskiej-Curie 8 w Kluczborku. Parafia należy do dekanatu Kluczbork w diecezji opolskiej. Jedna z dwóch parafii katolickich w tym mieście. 

## Historia
Pierwsza wzmianka o kluczborskim kościele farnym pochodzi z dokumentu księcia Henryka Głogowczyka z 1298, w którym to książę zrzeka się prawa patronatu nad kościołem na rzecz krzyżowców z czerwoną gwiazdą, położonego niedaleko rynku.
Parafia została utworzona w 1820. Istniejący w XIX niewielki kościółek św. Piotra i św. Pawła (obecnie po przebudowach tzw. stary kościół) stał się niewystarczający dla powiększającej się parafii. Obecny kościół parafialny wzniesiono w latach 1911–1913. W listopadzie 1910 rozpoczęto prace przy wykonywaniu fundamentów. We wrześniu 1911 ustawiono więźbę dachową i 25 metrową wieżę. Zimą z 1911 na 1912, rozpoczęto urządzanie wnętrza kościoła, do którego drewniane wyposażenie wykonali stolarze z Żórawiny Wrocławskiej. Ołtarz główny z bogatą ornamentyką snycerską i ambonę wykonano w Monachium. Ołtarze boczne są dziełem rzeźbiarza Frilhase z Erfurtu, a witraże pochodzą z warsztatu Linnemana z Frankfurtu nad Menem.
1 czerwca 1913 kardynał Jerzy Kopp z Wrocławia, konsekrował świątynię.
Wówczas dołączone zostały do parafii wsie: 
- Bogdańczowice,
- Gotartów,
- Ligota Dolna,
- Ligota Górna,
- Młodzieszów[4].

## Proboszczowie
- 1944–1960 – ks. Ernest Grzesik
- 1960–1976 – ks. Zygmunt Curzydło
- 1976–1985 – ks. Jan Bagiński
- 1985–2003 – ks. Edmund Podzielny
- 2003–2006 – ks. Piotr Bekierz
- 2006–2013 – ks. Janusz Dworzak
- 2013–2018 – ks. dr Bernard Jurczyk
- od 2018 – ks. Wojciech Wąchała

## Wspólnoty parafialne
- Liturgiczna Służba Ołtarza,
- Dzieci Maryi,
- Wspólnota Krwi Chrystusa,
- Parafialne Koło Misyjne,
- Franciszkański Zakon Świeckich,
- Apostolat Margaretka,
- Wspólnota NSPJ i Miłosierdzia Bożego,
- Żywy Różaniec,
- Rycerstwo Niepokalanej,
- Apostolstwo Dobrej Śmierci,
- Duszpasterstwo Osób Głuchoniemych,
- Domowy Kościół.